# George Herlé
George Frans Johan Herlé (Lüdenscheid, Duitsland, 13 mei 1909 – Queensland, Australië, 4 januari 1990) was Engelandvaarder.

## Biografie
George Herlé werd in 1940 gedwongen naar Hamburg te gaan. Hij werd matroos op een Duits schip en voer enkele keren heen en weer naar Noorwegen. Toen het schip in Kristiansand lag, probeerde hij te ontvluchten om naar Engeland te gaan. Ze hadden van een Noor een bootje gekregen en van een andere Noor wat benzine. In december zou hij met vijf anderen vertrekken, maar een van de anderen verscheen niet. Met de andere vier vertrok hij. Het werd slecht weer en na ongeveer 4 mijl sloeg het bootje lek. Ze moesten dus terugkeren. De man die niet was komen opdagen, bleek een verrader te zijn. Ze werden door de Gestapo opgepakt en in de kazerne van Kristiansand opgesloten. Vier dagen later werden ze per schip naar de gevangenis in Alesund gebracht, en vandaar op 9 mei 1941 naar de gevangenis in Oslo (Møllergatan 19). De Noorse leider van hun groepje werd gefusilleerd.
Op 24 oktober 1941 slaagde Herlé erin met twee Noren te ontvluchten. Ze hadden wasafdrukken van twee sloten gemaakt en twee passende sleutels geregeld. Van het Noorse verzet kregen ze geld, eten, kleren en onderdak. Daarna bracht een gids ze door de bossen naar Zweden, waar ze op 1 november reeds aankwamen. Op 2 november bezochten ze de Nederlandse honorair consul-generaal in Stockholm, A M de Jong. Die stuurde hen naar de bossen om hout te hakken.
Op 18 mei 1942 vlogen Herlé en een vriend naar Engeland. Hij werd kwartiermeester bij de Koninklijke Marine.
Op 25 februari 1943 werd Herlé onderscheiden met het Bronzen Kruis.
Na de oorlog emigreerde hij naar Queensland, Australië. Hij trouwde met Alice Ruth (1919-1993) en overleed in 1990.